# Le Mystère des régates
Le Mystère des régates (The Regatta Mystery), est une nouvelle policière d'Agatha Christie. Dans les publications en revue, elle met en scène le personnage d'Hercule Poirot ; mais lors de sa réécriture pour le recueil, Agatha Christie décide de changer d'enquêteur et de mettre en scène Parker Pyne.
Initialement publiée le 3 mai 1936 dans le journal Chicago Tribune aux États-Unis, cette nouvelle a été reprise en recueil en 1939 dans The Regatta Mystery and Other Stories aux États-Unis. Elle a été publiée pour la première fois en France dans le recueil Marple, Poirot, Pyne... et les autres en 1986.

## Publications
Avant la publication dans un recueil, la nouvelle avait fait l'objet de publications dans des revues :
- le 3 mai 1936, aux États-Unis, dans le journal Chicago Tribune[2] ;
- en juin 1936, au Royaume-Uni, sous le titre « Poirot and the Regatta Mystery », dans le no 546 de la revue Strand Magazine[2].

La nouvelle a ensuite fait partie de nombreux recueils :
- en 1939, aux États-Unis, dans The Regatta Mystery and Other Stories[2] (avec 8 autres nouvelles) ;
- en 1966, au Royaume-Uni, dans Thirteen for Luck! (avec 12 autres nouvelles) ;
- en 1986, en France, dans Marple, Poirot, Pyne... et les autres (avec 7 autres nouvelles) ;
- en 1991, au Royaume-Uni, dans Problem at Pollensa Bay and Other Stories (avec 7 autres nouvelles)[2] ;
- en 2001, en France, dans Le Second Coup de gong (adaptation du recueil de 1991).